# James King and the Lonewolves
James King and the Lonewolves je skotská rocková skupina. Její původní sestavu tvořili zpěvák a kytarista James King, baskytarista Colin Neil a bubeník Fraser Scott. Později se zde vystřídalo několik dalších hudebníků. Svůj první singl skupina vydala v roce 1981 a jeho producentem byl Ali Mackenzie. Roku 1985 kapela vydala pětipísňové EP Texas Lullaby. Skupina rovněž pracovala na albu s producentem Johnem Calem. To však nebylo nikdy vydáno. Doprovodné vokály na nahrávce zpívala Patti Palladin. Činnost skupiny byla ukončena ještě v roce 1985 a obnovena byla až v roce 2011. V roce 2014 skupina vydala své první řadové album nazvané Songs of the Confederacy. Druhé album The Mortality Arcade vyšlo o deset let později.

## Diskografie
- Songs of the Confederacy (2014)
- The Mortality Arcade (2024)